# Кахатамбо
Кахатамбо (на испански: Cajatambo; на кечуа: Qaqatanpu) е малък град в Перу. Той е столицата на едноименната провинцията Кахатамбо в регион Лима в Перу.

## Население
През 1896 г. населението на Кахатамбо е 6000 души. Според Енциклопедия Британика през 1911 г. то е намаляло до 4500 души. В началото на 21 век е около 2500 жители. Според преброяването от 2017 г. населението е спаднало на 1275 жители.

## Индустрия
В близост до града се намират богати сребърни мини, в които работи по-голямата част от населението на града. През 2002 г. планините около града стават защитени и бъдещият добив е забранен.